# Porc senglar de les Filipines
El porc senglar de les Filipines (Sus philippensis) és una de les quatre espècies de porc senglar endèmiques de les Filipines. Les altres tres espècies endèmiques són el porc senglar de les Visayas (S. cebifrons), el porc senglar de Mindoro (S. oliveri) i el porc senglar barbat de Palawan (S. ahoenobarbus), que també són membres rars de la família dels súids. Els porcs senglars de les Filipines tenen dos parells de verrugues, amb un manyoc de pèl que s'estén cap enfora de les verrugues més properes a la mandíbula.